# Enrique Salazar y Zubia
Enrique Salazar y Zubia (Bilbao, 23 de febrero de 1861-Ib., 22 de marzo de 1922) fue un pintor de retratos y abogado español.

## Biografía
Fue discípulo de Casto Plasencia. En 1881 presentó la obra Estudio de figura del natural en la Exposición Nacional de Bellas Artes en Madrid. Estudió derecho y a partir del año 1882 trabajó en la profesión, sin embargo, no dejó de dibujar y expuso sus obras en los concursos. En 1882 obtuvo la medalla de oro en la Exposición Provincial de Vizcaya de la obra La Virgen y el Niño.

## Obra
- Estudio de figura del natural, 1881.
- La Virgen y el Niño, 1882.
- Cabeza de estudio, 1910.
- Episodio de la Guerra de la Independencia